# Психологија у средњовековном исламу
Исламска психологија (енг. ilm al-nafs, aраб: علم النفس) наука о нафс, је медицинска и филозофска студија психе из исламске перспективе и бави се темама из психологије, неуронауке, филозофије ума и психијатрије, као и психосоматске медицине. Појмове из исламске мисли преиспитали су муслимански психолози и научници у 20. и 21. веку.

## Терминологија
У списима муслиманских учењака, израз Нафс (ја) коришћен је за означавање индивидуалне личности и израз фитрах за људску природу. Нафс је обухватао широк спектар способности, укључујући калб (срце), рух (душа), акл (интелект) и ирада (воља). Муслиманско учење било је под снажним утицајем Грка, као и проучавања Светог писма, посебно се ослањајући на Галеново разумевање четири хумора тела.
Конкретно, у средњовековној исламској медицини, проучавање менталних болести било је посебна специјалност, и било је различито познато као ал-'илај ал-нафс (приближно "лечење/лечење идеја/душе/вегетативног ума), ал-тибб ал-рухани ("исцељивање духа" или "духовно здравље") и тибб ал-калб ("лечење срца/себе" или "ментална медицина").
Класични арапски израз за ментално болесне био је "мајноон" који потиче од израза "Јенна", што значи "покривено". Првобитно се мислило да ментално болесни појединци не могу разликовати стварно од нестварног. Међутим, због њихове нијансиране природе, лечење ментално оболелих није се могло генерализовати као што је то било у средњовековној Европи. Овај израз је постепено редефинисан међу образованим, а Авицена га је дефинисао као „онога који пати од стања у којем стварност замењује се фантазијом “.

## Етика и теологија
У исламском свету, ментално оболелима дата је посебна правна заштита. Овај став је појачан Светим писмом, као што је приказано у сури. 4  5Курана: 
Не предајте лудима своју имовину којом вам је Бог одредио да управљате: већ нахраните и обуците луде овом имовином и реците им сјајне речи.
Овај курански ајет резимира ставове ислама према ментално оболелима, који су сматрани неспособним за управљање имовином, али са њима се мора поступати хумано и чувати их или старатељ или држава.
Ово веровање је било слично оном у савременој психологији, посебно са уверењима Сигмунда Фројда да ментално болесни захтевају помоћ и лечење, за разлику од начина на који се друштво носило са ментално болесним пре модерне психологије.

## Учење Авицене
У књизи  Исцељења, Авицена (Ибн Синан) говори о уму, његовом постојању односу ум-тело, сензацијама, перцепцији итд. и наводи да се најчешћи ниво утицај ума на тело може видети у вољним покретима, у томе што тело послуша кад год ум жели да покрене тело.
По Авицени други ниво утицаја ума на тело су моције и ће. Као пример наводи да ако се даска од дрвета постави као мост преко провалиј, човек би тешко могао да пређе преко њега, а да не падне тако да је сама слика у могућем паду тако жива да се „природна снага удова слаже с тим“.
Такође пише да јака негативне емоције може негативно утицати на вегетативне функције појединца и у неким случајевима чак довести до смрти. Такође расправља о хипнози (ал Вахм ал-Амил), наводећи да би неко могао створити услове код друге особе тако да прихвати стварност хипнозе.
Авицена је такође био први који је поделилио човекову перцепцију у пет спољашњих чула (класична чула: слух, вид, мирис, укус и додирн познат још од антике) и пет унутрашњих чула која је сам открио:
1. Sensus communis („здрав разум“), који интегрише податке о разумевањумопажања;
2. Маштовита способност која чува перцептивне слике;
3. Машта, која делује на ове слике њиховим комбиновањем и раздвајањем, служећи као седиште практичног интелекта;
4. Вахм (истинкт), који уочава особине (као што су добре и лоше, љубав и мржња итд.) и чини основу карактера особе без обзира на то да ли је под утицајем или не одређених разлога;
5. Ма'ни (намере), који чува у меморији све ове појмове

Авицена даје и психолошка објашњења за извесне соматске болести, увек повезујући физичке и психолошке болести заједно. Он описује меланхолију односно депресију као врсту поремећаја расположења у којима особа може постати сумњичава и развити одређене врсте фобије. Он тако наводи бес и најављује прелазак меланхолије у манију, и објашњава то влажношћу унутар главе која може допринети поремећајима расположења. Препознаје и да се то дешава када се промени количина даха. Промена среће повећава дах, што доводи до повећане влаге у мозгу, али ако та влага пређе своје границе, мозак ће изгубити контролу над својом рационалносшћу што доводи до менталних поремећаја. Такође пише о симптомима и начинима лечења ноћне море, епилепсије и слабе меморије
Авицена је често користио психолошке методе за лечење својих пацијената. Један такав пример је када је персијски принц имао меланхолију, болујући од заблуде да је он крава или онај ко би мукао и вапио: „Убиј ме да се од мог меса направи добар паприкаш“, и никада не би ништа јео. Авицена је сазнавши за овај случај послао поруку пацијенту тражећи од њега да буде срећан док месар долази да га коље, и да себолесник обрадује. Када је Авицена пришао принцу са ножем у руци, питао је „где је крава да је могу убити“. Пацијент је затим мукао попут краве да би назначио где се налази. „По наређењу месара, пацијент је такође положен на земљу за клање. Када је Авиценна пришао пацијенту претварајући се да га коље, рекао је, "крава је превише витка и није спремна за убијање. Мора се правилно хранити и убићу је кад постане здрава и дебела." Пацијенту је тада понуђена храна коју је жељно јео и постепено је „добијао снагу, ослободио се заблуде и био потпуно излечен“.